# Changler, Homnabad
Changler là một làng thuộc tehsil Homnabad, huyện Bidar, bang Karnataka, Ấn Độ.